# La Yaga
La Yaga es un grupo de reggae mexicano, originario de la Guadalajara, Jalisco, que nació en 1994, siendo una de las principales en el movimiento reggae mexicano. En 1998 lanza su primer disco, mismo que contenía 13 canciones que tocan temas como la ecología, las problemáticas sociales, el respeto a los derechos humanos y la diversidad de los grupos indígenas en México. Su primer disco tuvo gran difusión en los estados de Jalisco, Durango, Michoacán, Colima, Chiapas, Campeche, Quintana Roo y Sinaloa. Inclusive, copias fueron vendidas en Estados Unidos, Argentina, Canadá, Perú y Chile. 
En 2000, su disco Liberación, fue premiado por la revista Nuestro Rock a la nominación en la categoría mejor grupo revelación reggae-ska en el Teatro Ferrocarrilero. Ha compartido escenario con Steel Pulse, Alpha Blondy, Burning Spear y Pato Banton.

## Discografía
- Liberación (1998)
- Regando Semillas (2002)
- 10 Años Vivos'(' 2004)
- Es Ahora (2012)